# Episodi di Weeds (quinta stagione)
La quinta stagione della serie televisiva Weeds è stata trasmessa in prima visione negli Stati Uniti dall'8 giugno al 31 agosto 2009. 
In Italia la stagione è stata trasmessa dal due maggio all'undici luglio 2013 su Rai 4, senza l'indicazione del titolo italiano degli episodi. I titoli italiani sono stati inseriti nel 2016 per lo streaming della serie su Netflix.
| nº | Titolo originale        | Titolo italiano           | Prima TV USA   | Prima TV Italia |
| -- | ----------------------- | ------------------------- | -------------- | --------------- |
| 1  | Wonderful Wonderful     | Incinta                   | 8 giugno 2009  | 2 maggio 2013   |
| 2  | Machetes Up Top         | I macete in alto          | 15 giugno 2009 | 9 maggio 2013   |
| 3  | Su-Su-Sucio             | Su-Su-Suscio              | 22 giugno 2009 | 16 maggio 2013  |
| 4  | Super Lucky Happy       | La sfera magica           | 29 giugno 2009 | 23 maggio 2013  |
| 5  | Van Nuys                | Ricominciare              | 6 luglio 2009  | 30 maggio 2013  |
| 6  | A Modest Proposal       | Una proposta modesta      | 13 luglio 2009 | 6 giugno 2013   |
| 7  | Where the Sidewalk Ends | Alla fine del marciapiede | 20 luglio 2009 | 13 giugno 2013  |
| 8  | A Distinctive Horn      | Un clacson particolare    | 27 luglio 2009 | 20 giugno 2013  |
| 9  | Suck 'N' Spit           | Succhia e sputa           | 3 agosto 2009  | 27 giugno 2013  |
| 10 | Perro Insano            | Cane pazzo                | 10 agosto 2009 | 27 giugno 2013  |
| 11 | Ducks and Tigers        | Paperi e tigri            | 17 agosto 2009 | 4 luglio 2013   |
| 12 | Glue                    | Collante                  | 24 agosto 2009 | 4 luglio 2013   |
| 13 | All About My Mom        | Tutto su mia madre        | 31 agosto 2009 | 11 luglio 2013  |